# Ereignis (UML)
Ein Ereignis (engl. event) ist ein Modellelement in der Unified Modeling Language (UML), einer Modellierungssprache für Software und andere Systeme.
Das Verhalten eines Systems, das mit der UML modelliert wird, ist
immer das Verhalten von kooperierenden Instanzen aktiver Klassen. Diese Instanzen heißen aktive Objekte, weil sie konzeptionell über ein „aktives Eigenleben“ verfügen. Demgegenüber zeigen passive Objekte kein Verhalten, solange von außen kein Anstoß dazu eintrifft. Wenn ein aktives Objekt Verhalten anderer aktiver oder passiver Objekte beeinflussen will, ist demzufolge ein entsprechender Anstoß nötig.
Die UML2 nennt solch einen „Anstoß“ Ereignisauftritt (event occurrence, trigger) und nicht Ereignis. Unter Ereignis versteht die UML2, die Art oder den Typ des Ereignisauftritts. Dieser Begriff ist etwas verwirrend, weil er weder im Deutschen noch im Englischen der normalerweise vorausgesetzten Bedeutung von Ereignis beziehungsweise event entspricht. In beiden Sprachen bezeichnet Ereignis normalerweise das konkrete Auftreten, das heißt, dass etwas zu einem bestimmten Zeitpunkt geschieht.

## Arten von Ereignissen
- Zeitereignis (TimeEvent) steht für Ereignisauftritte, die zu einem bestimmten Zeitpunkt eintreffen. Zeitereignis kann absolute oder relative Zeitpunkte spezifizieren.
- Aufrufereignis (CallEvent) steht für Ereignisauftritte, die dem Aufruf einer Operation auf einem Objekt entsprechen.
- Signalereignis (SignalEvent) steht für Ereignisauftritte, die das Empfangen eines Signals beim empfangenden Objekt anzeigen.
- ChangeEvent (ChangeEvent) steht für Ereignisauftritte, wenn im Zuge der Änderung von Variablen der Wert eines booleschen Ausdrucks von Falsch auf Wahr wechselt.